# Audrey Wells
Audrey Wells (São Francisco, 29 de abril de 1960 — Santa Mônica, 4 de outubro de 2018) foi uma roteirista, cineasta e produtora cinematográfica norte-americana. Audrey Wells foi uma das roteiristas responsáveis pelo filme Over the Moon, lançado em 2020 e que faz homenagem à sua morte nos créditos. A narrativa do filme seria inspirada no desejo da roteirista de deixar uma carta de despedida à sua família. 